# Lokomotiva U 37.0
Lokomotiva řady U 37.0 je parní úzkorozchodná lokomotiva vyráběná na přelomu 19. a 20. století lineckou společností Lokomotivfabrik Krauss & Cie a pražskou První českomoravskou továrnou na stroje. U kkStB byly označeny řadou U, Československé státní dráhy postupně vlastnily 12 kusů této řady – jednalo se o stroje U 37.001 až U 37.011 a lokomotivu s chybným označením U 38.001. Zajišťovaly dopravu na úzkorozchodných tratích ČSD, tedy na tratích z Jindřichova Hradce do Obrataně a do Nové Bystřice, z Třemešné do Osoblahy, z Frýdlantu do Heřmanic, z Ružomberku do Korytnice a na drahách Užhorod – Antalovce a Teresva – Neresnica na Podkarpatské Rusi. Tři téměř shodné lokomotivy byly dodány pro trať Králův Dvůr – Koněprusy, ty v roce 1925 obdržely označení U 37.901 až U 37.903.
Pro nostalgické jízdy nyní slouží renovovaná lokomotiva U 37.002, která vozí vlaky na tratích Jindřichohradeckých místních drah. Dochován je také stroj U 37.006, jenž slouží jako pomník ve stanici Ružomberok.